# Heurelho Gomes
Heurelho da Silva Gomes, brazilski nogometaš, * 15. februar 1981, João Pinheiro, Minas Gerais, Brazilija.
Gomes je nekdanji nogometni vratar, dolgoletni član klubov PSV Eindhoven in Watford in član brazilske reprezentance.